# Нидерландские Антильские острова на зимних Олимпийских играх 1988
Нидерландские Антильские острова принимали участие в Зимних Олимпийских играх 1988 года в Калгари (Канада) в первый раз за свою историю, но не завоевали ни одной медали.

## Результаты

### Бобслей
| Экипаж                      | Дисциплина | 1 заезд | 1 заезд | 2 заезд | 2 заезд | 3 заезд | 3 заезд | 4 заезд | 4 заезд | Общее   | Общее |
| Экипаж                      | Дисциплина | Время   | Место   | Время   | Место   | Время   | Место   | Время   | Место   | Время   | Место |
| --------------------------- | ---------- | ------- | ------- | ------- | ------- | ------- | ------- | ------- | ------- | ------- | ----- |
| Барт Карпентер Барт Дрешель | Двойки     | 59.60   | 30      | 1:00.78 | 27      | 1:01.95 | 32      | 1:01.40 | 31      | 4:03.73 | 29    |

### Санный спорт
| Спортсмен      | 1 Спуск | 1 Спуск | 2 Спуск | 2 Спуск | 3 Спуск | 3 Спуск | 4 Спуск | 4 Спуск | Общее    | Общее |
| Спортсмен      | Время   | Место   | Время   | Место   | Время   | Место   | Время   | Место   | Время    | Место |
| -------------- | ------- | ------- | ------- | ------- | ------- | ------- | ------- | ------- | -------- | ----- |
| Барт Карпентер | 50.802  | 37      | 53.468  | 37      | 53.501  | 35      | 52.142  | 35      | 3:29.913 | 36    |